# Lysimachia longshengensis
Lysimachia longshengensis là một loài thực vật có hoa trong họ Anh thảo. Loài này được G.Z. Li & S.C. Tang mô tả khoa học đầu tiên năm 1999.